# Municipio de Fredon
El municipio de Fredon (en inglés: Fredon Township) es un municipio ubicado en el condado de Sussex en el estado estadounidense de Nueva Jersey. En el año 2000 tenía una población de 2,860 habitantes y una densidad poblacional de 62 personas por km².

## Geografía
El municipio de Fredon se encuentra ubicado en las coordenadas 41°1′50″N 74°41′13″O / 41.03056, -74.68694.

## Demografía
Según la Oficina del Censo en 2000 los ingresos medios por hogar en el municipio eran de $75,710 y los ingresos medios por familia eran $84,038. Los hombres tenían unos ingresos medios de $52,396 frente a los $34,205 para las mujeres. La renta per cápita para la localidad era de $31,430. Alrededor del 2.2% de la población estaba por debajo del umbral de pobreza.